# Мосьє Вінсент
«Мосьє Вінсент» (фр. Monsieur Vincent) — французький історично-біографічний фільм-драма 1947 року, поставлений режисером Морісом Клошем з П'єром Френе в головній ролі. Фільми є життєписом Вінсента де Поля, який своїм прикладом і безустанною діяльністю в усіх куточках Франції зумів переконати владу в тому, що доброчинність — обов'язок кожної держави.
Фільм був відзначений кінопремією «Оскар» як найкращий фільм іноземною мовою .

## Сюжет
Франція, 1617 рік. До одного з провінційних містечок прибуває на службу священник Вінсент де Поль (П'єр Френе), де застає жахливу по невігластву картину. Багаті проводять свої дні у розкоші, бідні зашорені у своїх забобонах, а ще в містечку є підозра на чуму, принаймні, будинок однієї нещасної жінки місцеві забили, в очікуванні її смерті. Але у прибулого священника свої види на мирський світоустрій, і він починає ламати громадські стереотипи. Для початку він вдирається до будинку чумної…

## У ролях
| • П'єр Френе      | … | мосьє Вінсент де Поль                        |
| • Еме Кларіон     | … | Рішельє                                      |
| • Жан Дебюкур     | … | Філіпп-Еммануель де Гонді, граф Жуаньї       |
| • Ліз Деламар     | … | Франсуаза Маргарита де Сіллі, графиня Жуаньї |
| • Жермена Дермо   | … | королева Анна Австрійська                    |
| • Габріель Дорзіа | … | мадам Руссо                                  |
| • Івонн Годо      | … | Луїза де Марійяк                             |
| • Робер Мюрзо     | … | мосьє Беньє                                  |
| • Марсель Перес   | … | Ла Фуй                                       |
| • Жан Карме       | … | абат Понтай                                  |
| • Жорж Вітре      | … | граф де Шатійон                              |
| • П'єр Дюкс       | … | канцлер Сег'є                                |
| • Мішель Буке     | … | туберкульозник                               |

## Знімальна група
- Автор сценарію — Жан Бернар-Люк, Жан Ануй, Моріс Клош
- Режисер-постановник — Моріс Клош
- Продюсер — Вісконт Жорж де ла Грандьєр, Андре Аллє дей Фойтен, Андре Лежар, Жорж Морер
- Оператор — Клод Ренуар
- Композитор — Жан-Жак Грюненвальд
- Монтаж — Жан Фейт
- Художник-постановник — Рене Рену
- Художник по костюмах — Розін Деламар
- Художник-декоратор — Робер Тюрлюр

## Сприйняття
Оглядач американської газети «National Catholic Register» вважає, що «Мосьє Веінсент» є красивим і надихаючим фільмом, найкращою нагородою якому служитимуть його повторні перегляди. Стрічка внесена до списку 45 найкращих, на думку Ватикану, творів кінематографу.

## Нагороди та номінації
| Список нагород та номінацій            | Список нагород та номінацій | Список нагород та номінацій                         | Список нагород та номінацій | Список нагород та номінацій | Список нагород та номінацій |
| Кінопремія                             | Рік                         | Категорія                                           | Номінант(и)                 | Результат                   |                             |
| -------------------------------------- | --------------------------- | --------------------------------------------------- | --------------------------- | --------------------------- | --------------------------- |
| Венеційський міжнародний кінофестиваль | 1947                        | Великий міжнародний приз                            | Мосьє Вінсент               | Номінація                   |                             |
| Венеційський міжнародний кінофестиваль | 1947                        | Міжнародна премія найкращому акторові               | П'єр Френе                  | Перемога                    |                             |
| Спільнота кінокритиків Нью-Йорка       | 1948                        | Найкращий фільм іноземною мовою                     | Мосьє Вінсент               | 3-є місце                   |                             |
| Премія «Оскар»                         | 1949                        | Найкращий фільм іноземною мовою                     | Мосьє Вінсент               | Перемога                    |                             |
| Премія BAFTA                           | 1949                        | Найкращий фільм з будь-якої країни                  | Мосьє Вінсент               | Номінація                   |                             |
| Премія «Золотий глобус»                | 1950                        | Найкращий фільм, що сприяє міжнародному порозумінню | Мосьє Вінсент               | Номінація                   |                             |